# Schachweltmeisterschaft der Frauen 1930
Die Schachweltmeisterschaft der Frauen 1930 war der zweite Wettkampf um den Titel der Schachweltmeisterin und fand während der Schacholympiade 1930 in Hamburg statt. Vera Menchik verteidigte ihren Titel in dem doppelrundig ausgetragenen Turnier erfolgreich.
Es war vermutlich nur eine Spielerin aus jedem Land zugelassen. Weltmeisterin Menchik brachte bei der Schachweltmeisterschaft der Frauen 1931 einen entsprechenden Antrag zur Zulassung weiterer Spielerinnen ein, wodurch ab 1933 mehr als eine Spielerin pro Land teilnehmen durfte.
Zum einzigen Mal verlor Menchik hier bei einem Weltmeisterschaftsturnier eine Partie. Beim Zweikampf in Semmering 1937 verlor sie zwei weitere gegen Sonja Graf, dies blieben ihre einzigen drei Verlustpartien bei Schachweltmeisterschaften.
|   | Spielerin         | 1   | 2   | 3   | 4   | 5   | Punkte |
| - | ----------------- | --- | --- | --- | --- | --- | ------ |
| 1 | Vera Menchik      | -   | ½ 1 | 0 1 | 1 1 | 1 1 | 6½     |
| 2 | Paula Kalmar-Wolf | ½ 0 | -   | 1 0 | 1 1 | 1 1 | 5½     |
| 3 | Wally Henschel    | 1 0 | 0 1 | -   | 1 1 | 0 ½ | 4½     |
| 4 | Katarina Beskow   | 0 0 | 0 0 | 0 0 | -   | 1 1 | 2      |
| 5 | Agnes Stevenson   | 0 0 | 0 0 | 1 ½ | 0 0 | -   | 1½     |